# Buenavista (Salamanca)
Buenavista és un municipi a la província de Salamanca (comunitat autònoma de Castella i Lleó). Inclou els nuclis de Buenavista (69 hab.), Caloco (1 hab.), Coto de Don Luis (0 hab.), Los Majadales (3 hab.), Terrados (6 hab.), Vaqueril (1 hab.) i Cuatro Calzadas (70 hab.).
| 1991 | 1996 | 2001 | 2004 |
| ---- | ---- | ---- | ---- |
| 109  | 80   | 123  | 149  |